# David Lindh
David Lindh, född 1977, är en svensk musiker, producent och låtskrivare. 
Lindh spelade i Eskilstunabandet Yvonne och har även spelat bas med gruppen Broder Daniel under deras senare turnéer. Han har gett ut två soloskivor, varav den senaste, Chocolate & Seafood, släpptes 2006 och innehöll singeln Dare (If i Fall in Love). Förutom sidoprojekt som Svenska Kürkan (tillsammans med Hakeem Sseremba) har Lindh även medverkat som musiker och producent i en rad olika sammanhang. Dessutom är han medlem i jazzbandet The Electric MZ, rockbandet The Goners, metalbandet Fifth to Infinity och Soot & Flood som han har tillsammans med Émile Kiiver. 

## Diskografi
- 2002 – You Gotta Fight for Your Right to Feel Alright
- 2006 – Chocolate & Seafood